# 宗像英二
宗像 英二（むねかた えいじ、1908年6月24日 - 2004年4月20日） は、日本の化学技術者。日本原子力研究所理事長や、日本原子力学会会長を務めた。

## 人物・経歴
東京出身。旧制成蹊高等学校を経て、1931年東京帝国大学工学部応用化学科卒業、日本ベンベルグ絹糸入社。1968年日本原子力研究所（現・日本原子力研究開発機構）理事長。1973年日本原子力学会会長。1978年勲二等旭日重光章受章。2004年三鷹の病院で死亡。葬儀は宝仙寺。